# 五子登科

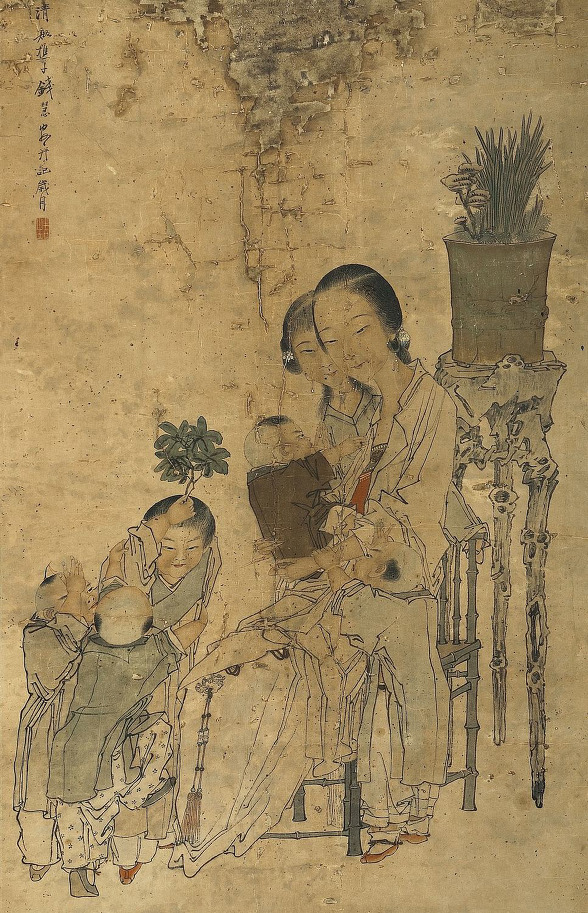
钱慧安《五子图》

五子登科本为中國民间谚语，最初来源于民间故事，话说五代后周时期，燕山府有个叫窦禹钧的人，他的五个儿子都品学兼优，先后登科及第，故称“五子登科”。窦禹钧本人也享受八十二岁高寿，无疾而终。当朝太师冯道为他赋诗云：“燕山窦十郎，教子有义方；灵椿一株老，丹桂五技芳。”
《三字经》有：“窦燕山，有义方，教五子，名俱扬”的句子来歌颂他，教导儿童要好好念书，父亲也要教子有方。
“五子登科”后来成为吉祥图案，寄托了一般人家期望子弟都能像窦禹钧五子一样获得科考成功。

## 后续演化
中国国民党接收大员到收复地区接收，發生严重腐化，大肆贪污本应上缴国家的财产。当时坊间流传:“盼中央，望中央，中央来了更遭殃。”讥讽接收大员成為暴發戶，是“五子登科”：「位子、女子、房子、车子、金子，無一不備。」
亦有「现代版五子登科」为：金子、妻子、孩子、房子、車子。（無先後順序之分）
在足球领域，“五子登科”也用于形容一名球员在单场比赛打入五粒进球。